# 恩江镇
恩江镇隶属中华人民共和国江西省吉安市永丰县，镇政府驻开吉。面积90.4平方千米，人口6.147万人，邮编331500。

## 行政区划
恩江镇下辖以下地区：
八一社区、金香社区、民主社区、塘仔角社区、开吉社区、天保社区、贯岭社区、肖家社区、大园社区、花园村、聂家村、石桥村、水南背村、岭上村、营前村、洋陂坑村、大山村和泽泉村。